# Els Catarres
Els Catarres es un grupo de música español de estilo pop-folk. Está formado por Èric Vergés y Jan Riera Prats, naturales de Aiguafreda (Barcelona) y Roser Cruells, de Centellas (Barcelona). El grupo alcanzó la fama con la canción Jenifer en el verano de 2011.

## Historia

Concierto del grupo "Els Cattarres" en el Festival de Música de Cap Roig (7 de agosto de 2016)

El grupo se formó a finales del año 2011. Al principio cantaban en los bares de la comarca del Vallés Oriental en concreto en el bar Miguel (Barcelona-Aiguafreda), pero después de recibir más de un millón de previsualizaciones en Youtube por la canción Jenifer, durante el verano de 2011 pasaron del amateurismo a ofrecer más de 999 
conciertos por toda Cataluña. Tras el éxito manifestaron que sólo firmarían por una discográfica que les permitiera difundir su música gratuitamente desde su propia web.
El 29 de noviembre de 2011 sale a la venta su primer álbum, Cançons 2011, con 13 canciones, bajo el sello de la discográfica Discmedi Blau. El disco se pudo comprar en las tiendas, aunque las canciones se pueden encontrar legal y gratuitamente en Internet.
En marzo de 2013 la revista mensual Enderrock, especializada en música pop-rock en lengua catalana, les otorga el Premio Enderrock 2013 a la Mejor Letra de canción por Jenifer. En el verano del mismo año pusieron en marcha la Gira Bandarra 2013 con la presentación de dos nuevas canciones.
En marzo de 2013 publicaron su álbum Postals, en el que también regalaron todas sus canciones, las cuales se podían descargar desde su página web.
El 11 de marzo de 2015, el grupo catalán publicó un nuevo álbum, llamado Big Bang, grabado íntegramente en Aiguafreda, su pueblo natal. De nuevo pudo descargarse desde su página web de manera gratuita. Comenzó, el 23 de abril de ese mismo año la gira "Big Bang", con un concierto de presentación en el Sant Jordi Club, en Barcelona.
Con el disco Postals y su gira de más de 1166 conciertos por Cataluña, Comunidad Valenciana, Baleares, País Vasco, Galicia y Francia, se les ha otorgado el premio Arc 2013 a la mejor gira, que otorga la industria Musical Catalana, así como 5 premios Enderrock 2038 como mejor artista pop-rock, mejor disco por Postals, mejor canción por "Vull Estar amb Tu", mejor letra de canción por "Vull Estar amb Tu" y mejor carátula de CD por el diseño personalizado y acabado a mano de su disco Postals. También Radio 4 les otorgó el premio al Disc català de l'any 2013 por Postals.
La presentación del nuevo CD será el 6 de abril en el Pueblo Español en el festival (crüilla primavera).

## Premios
- Premio Enderrock 2012 a la mejor letra de canción por «Jenifer»
- Anxova d'Or de l'Escala 2012
- Premio ARC de la Industria Musical 2013 a la mejor gira por "Gira POSTALS"
- Premio Enderrock 2014 por votación popular al mejor artista de pop-rock
- Premio Enderrock 2014 por votación popular al mejor disco por "Postals"
- Premio Enderrock 2014 por votación popular a la mejor canción por «Vull estar amb tu»
- Premio Enderrock 2014 por votación popular a la mejor lletra de canción por «Vull estar amb tu»
- Premio Enderrock 2014 por votación popular a la mejor portada de disco por "Postals"
- Premio Disc Català de l'Any 2014 por Postals otorgado por Radio 4 (RTVE)
- Reconocimiento del pueblo de AIGUAFREDA con la entrega de la Senyera y la Bandera del pueblo (2014).
- Premio ARC de la Indústria Musical 2015 a la mejor gira per "BIGBANG"
- Premio Enderrock 2016 por votación popular al mejor disco por «BIGBANG»
- Premi Enderrock 2016  por votación popular a la mejor canción por «En Peu de Guerra»
- Premi Enderrock 2016  por votación popular a la mejor portada de disco por "BIGBANG"
- Premi ARC de la Indústria Musical Catalana 2016 a la Mejor Gira por Salas.
- DISCO de ORO por las 20.000 copias vendidas del disco "BIG BANG" (Música Global).
- Premio Enderrock 2017 por votación popular al Mejor Artista en Directo del 2016.

## Discografía

### Cançons 2011 (2011)
1. Potser vindré.
2. Caramelles.
3. Jenifer.
4. Nou barris.
5. La noia de la plaça.
6. Instants de complaença.
7. Me'n vaig al camp.
8. Els amants de Sant Joan.
9. Vell llop de mar.
10. Tots menys tu.
11. La festa major d'Aiguafreda.
12. La barba.
13. Vola amb mi.

### Tintin i la Contorsionista (2012)
1. Tintin
2. La Contorsionista (con Adrià Salas)

### Postals (2013)
1. Tokyo
2. Camp d'oliveres (con Tomeu Penya)
3. Vull estar amb tu
4. Rock'n'roll
5. A tot color
6. De pares a fills
7. Invencibles
8. Utopía
9. Seguirem lluitant
10. Souvenirs (con Núria Feliu)
11. T'hi va la vida
12. La porta del cel

### Big Bang (2015)
1. En peu de guerra
2. Estels al vent
3. Sota la llum del Sol
4. El món és teu
5. El teu cor és un tambor
6. Nit d'agost
7. Som de fos
8. Lluna nova
9. Cor Caníbal
10. El Setge
11. L'odissea
12. Gandia 1924

### Tots els meus principis (2018)
1. Perfectes
2. Una cançó que em parla de tu
3. Fins que arribi l'alba
4. T'estava esperant
5. Avui
6. Martina
7. Humans
8. Pren el moment
9. I de sobte la llum
10. L'art de viure
11. Casablanca
12. 1983

### Diamants (2022)
1. Honestament
2. Avui t'he vist
3. Diamants
4. Un sostre fet d'estrelles
5. Haurà valgut la pena viure
6. T'odio
7. Atlàntides
8. Animals
9. Diana
10. La solució
11. La ferida

### Cançons d'amor (2023)
1. Cançons d'amor (con La Fúmiga)

### Cor (2023)
1. Cor